# Католичко Селишће
Католичко Селишће је насељено место у општини Велика Лудина, у Мославини, Хрватска. До нове територијалне организације у саставу бивше велике општине Кутина.

## Становништво
На попису становништва 2011. године, Католичко Селишће је имало 156 становника.

## Попис1991.
На попису становништва 1991. године, насељено место Католичко Селишће је имало 226 становника, следећег националног састава:
| Попис 1991.‍  | Попис 1991.‍  | Попис 1991.‍ | Попис 1991.‍ | Попис 1991.‍ |
| ------------ | ------------ | ----------- | ----------- | ----------- |
|              |              |             |             |             |
| Хрвати       | Хрвати       |             | 200         | 88,49%      |
| Чеси         | Чеси         |             | 21          | 9,29%       |
| Југословени  | Југословени  |             | 1           | 0,44%       |
| Пољаци       | Пољаци       |             | 1           | 0,44%       |
| неопредељени | неопредељени |             | 1           | 0,44%       |
| непознато    | непознато    |             | 2           | 0,88%       |
| укупно: 226  |              |             |             |             |